# Euphorbia esula
Euphorbe ésule, Euphorbe âcre
Espèce
Synonymes
- Euphorbia intercedens
- Euphorbia pseudovirgata
- Galarhoeus esula
- Tithymalus esula

Classification phylogénétique
Euphorbia esula, l’Euphorbe ésule ou Euphorbe âcre, est une espèce de plantes à fleurs de la famille des Euphorbiaceae originaire d'Eurasie.

## Dénominations
Cette plante porte les noms vernaculaires d’Eeuphorbe ésule ou Euphorbe âcre[réf. nécessaire].

## Description

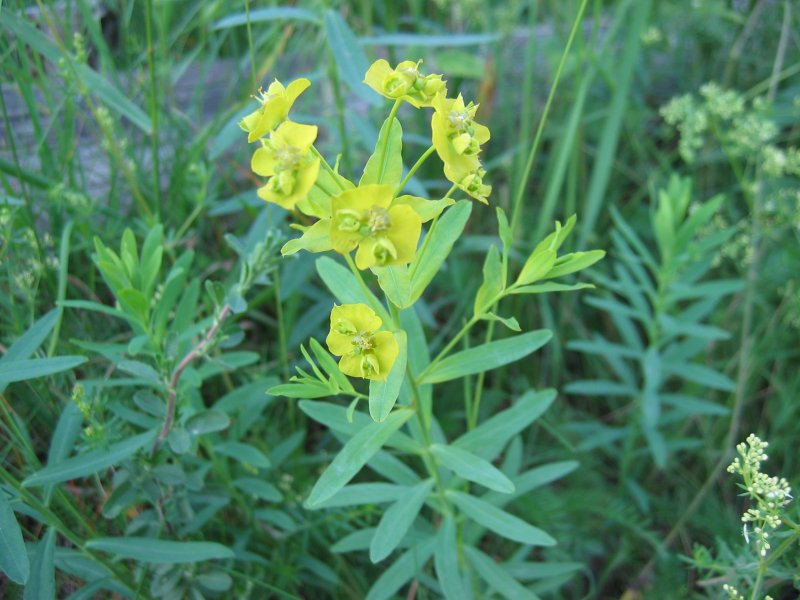
Euphorbia esula.

C'est une plante herbacée érigée, de taille moyenne, à tige lisse. Les bractées florales sont jaune acide. Plusieurs tiges partent généralement de la racine pivotante qui s'enfonce très profondément dans le sol.
La reproduction se fait par les graines, qui ont un fort taux de germination et peuvent rester vivantes dans le sol pendant au moins sept ans. Les capsules s'ouvrent en explosant, dispersant les graines jusqu'à 5 m autour du pied-mère. La dissémination peut se faire par voie aquatique ou animale. L'euphorbe se multiplie aussi de façon végétative et s'étend ainsi de plusieurs mètres par an.
Le système racinaire est complexe, peut atteindre 8 m de profondeur et s'étendre sur 5 m en largeur. Les racines peuvent porter de nombreux rejets.

### Sous-espèces
- Euphorbia esula var. esula L.
- Euphorbia esula var. orientalis Boiss.
- Euphorbia esula var. uralensis (Fisch. ex Link) Dorn

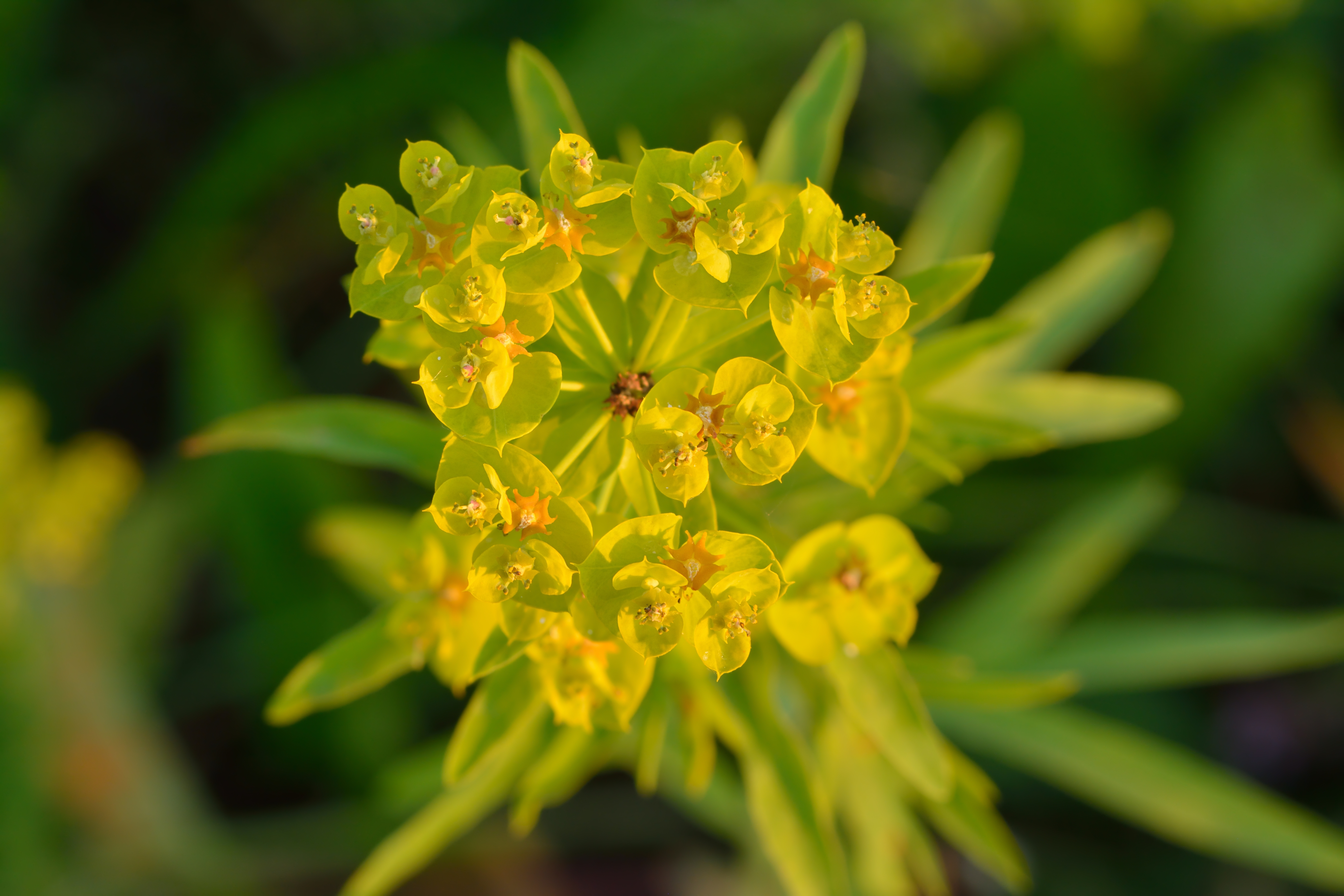
Fleurs.

## Caractéristiques
Organes reproducteurs
- Couleur dominante des fleurs : jaune
- Inflorescence : cyathe
- Sexualité : monoïque
- Pollinisation : entomogame

Graine
- Fruit : capsule
- Dissémination : myrmécochore, autochore

Habitat et répartition
- Habitat type : ourlets basophiles médioeuropéens, xérophiles, occidentaux, planitiaires
- Aire de répartition : eurasiatique

Données d'après : Julve, Ph., 1998 ff. - Baseflor. Index botanique, écologique et chorologique de la flore de France. Version : 23 avril 2004.

## Caractère invasif
Si cette espèce peut montrer un comportement invasif en Amérique du Nord, ce n'est pas le cas dans son aire d'origine. En France notamment, elle est peu répandue, protégée en Basse Normandie et inscrite en Liste Rouge UICN en Bretagne par exemple.
L'euphorbe ésule est une espèce invasive en Amérique du Nord, notamment au Montana. Originaire d'Europe et d'Asie, elle a été exportée vers l'Amérique vers le début du XIXe siècle, sans doute via des lots de semences agricoles.
La plante entre en compétition avec les plantes indigènes en accaparant l'eau et les nutriments, en produisant de l'ombre et en générant des toxines qui inhibent la croissance des autres plantes autour d'elle.
En Amérique du Nord, elle peut former des colonies très vastes dans les prairies, posant de sérieux problèmes pour la biodiversité, notamment dans les parcs nationaux.
Elle pose aussi localement des problèmes en Europe, par exemple dans les prairies inondables du Val de Saône (en France) où elle menace une quinzaine de plantes protégées. L'Office national de la chasse et de la faune sauvage (ONCFS) français y a prescrit avec d'autres une lutte chimique, en attendant de trouver des moyens de lutte biologique.
Du fait de la persistance des graines et de sa capacité à se régénérer à partir de petits fragments de racines, elle est très difficile à éradiquer. Des programmes de lutte biologique sont mis en place, en important des ravageurs européens. Il existe également des herbicides systémiques.